# Iulian Vrăbiescu
Iulian Vrăbiescu (n. 20 februarie 1862 - d. 1939, Craiova) a fost un politician român. A fost membru al PNL, iar după Primul Război Mondial cariera i-a fost legată de Constantin Argetoianu. A fost ales vicepreședinte al Senatului în 1931. Argetoianu îl descrie astfel în Însemnările zilnice: „Bățos, limitat în mijloacele sale intelectuale, era un om foarte cumsecade. A fost pe vremuri un excelent prefect de Dolj”.